# Crnoprugasti trstenjak
Crnoprugasti trstenjak (Acrocephalus melanopogon; trstenjak ševarić ili ševarski cvrčić) je ptica iz porodice grmuša. Živi u južnoj Europi i južnoj Aziji. Selica je. Živi na području vodene vegetacije. 
Srednje je veličine, 12 – 13,5 cm. Smećkaste je boje. Nema mnogo razlika među spolovima kod jedinki ove vrste. 
Sredinom travnja izlegne 3 – 6 jaja koja inkubiraju oko dva tjedna. Gnijezdo se obično nalazi iznad vode. Ova vrsta je obično monogamna.
U Hrvatskoj se gnijezdi uz rijeku Cetinu i Neretvu te u Baranji te je kritično ugrožena vrsta.
Ove ptice hrane se uglavnom kukcima. Ne pjevaju u letu.